# X Lacertae
X Lacertae är en pulserande variabel  av Delta Cephei-typ (DCEPS) i stjärnbilden Ödlan.
Stjärnan varierar mellan visuell magnitud +8,19 och 8,60 med en period av 5,44499 dygn.